# Walther P5

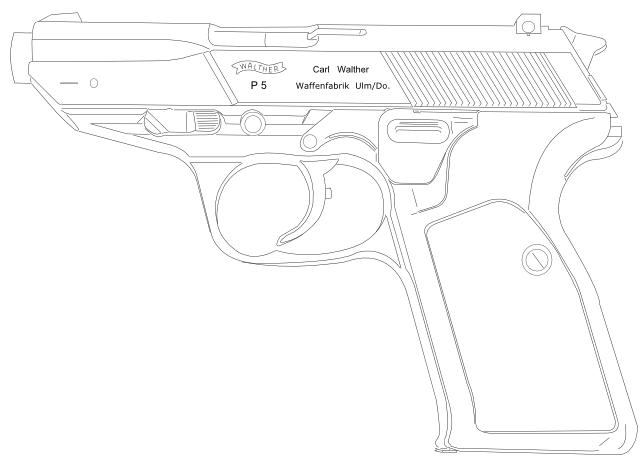
Walther Р5

Walther P5 — западногерманский пистолет, разработанный фирмой Walther в 1979 году для полиции ФРГ. 

## Описание
Мысль о необходимости иметь такой пистолет на вооружении полиции появилась после анализа причин ранений, полученных полицейскими при стычках с преступниками. Полицейские не успевали снять оружие с предохранителя, в то время как оружие преступников было сразу готово к действию.
Пистолет мог оснащаться как фиксированными, так и регулируемыми прицельными приспособлениями, в то время как у базового варианта были только фиксированные мушка и целик.
Отличительная особенность данной модели - левосторонняя экстракция гильзы подобно ранним пистолетам  Walther  Modell 3  и  Modell 4. Благодаря этому P5 особенно удобны для левшей. Walther P5 в целом сохраняет схему базового пистолета, но имеет более современный дизайн.

## Варианты и модификации
- Walther P5 Compact - компактный вариант с укороченным стволом и изменённым затвором.
- Walther P5L - вариант с удлиненным стволом, предназначен в первую очередь для спортивно-целевой стрельбы

## Страны-эксплуатанты
Walther Р5 был принят на вооружение федеральной полицией ФРГ, полицией Нидерландов, португальскими вооружёнными силами и другими силовыми структурами Европы. Кроме того, этот пистолет до настоящего времени продаётся на гражданском рынке.